# Saint-Donat (Matawinie)
Pour les articles homonymes, voir Saint-Donat.
Saint-Donat, appelé aussi Saint-Donat-de-Montcalm, est une municipalité du Québec (au Canada) située dans la MRC de la Matawinie dans Lanaudière.

## Toponymie
Elle est nommée en l'honneur de Donat de Besançon et de l'abbé Donat Coutu.

## Histoire
Saint-Donat a été fondé par le curé de Chertsey Alexis-Henri Coutu et ses frères à partir de 1869. Ils s'établissent à la décharge du Lac Archambault où ils construisent un moulin à scie et projettent le centre du futur village. Plusieurs Moulins faisaient la prospérité du village dont le moulin Raymond, construit en 1909, qui était situé dans l'actuelle parc des Pionniers dans la baie du Château du Lac.

## Le manoir des Laurentides

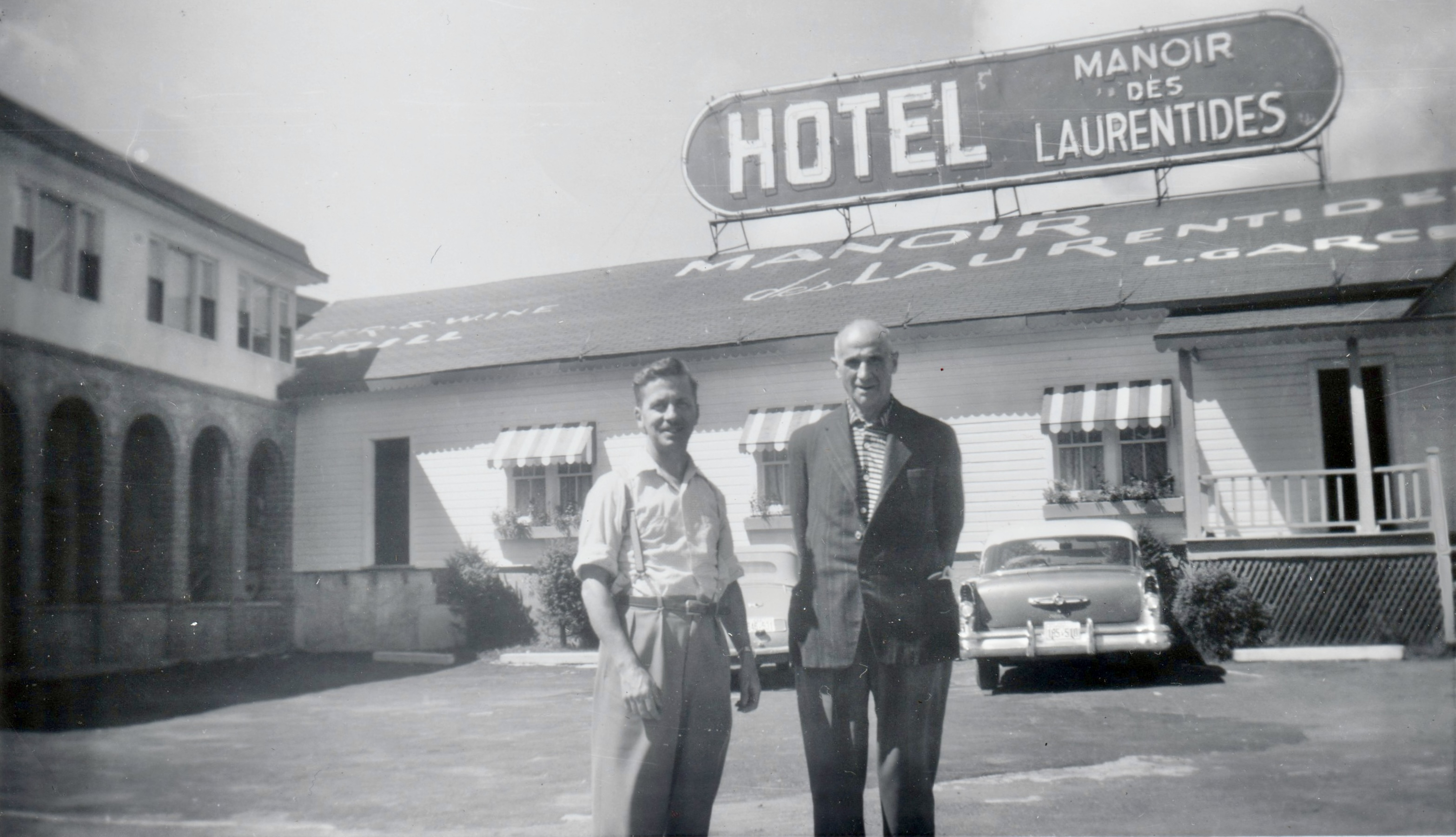
Manoir des Laurentides en 1964

Le Manoir des Laurentides était un lieu de villégiature sur le Lac Archambault. L’hôtel a été fondé le 25 juin 1944 par Lauda Garceau. Ce complexe hôtelier était constitué de 10 chalets et d’un bâtiment principal sous l’architecture d’un motel américain. Ce bâtiment comptait 20 chambres. Le lieu devient rapidement un endroit apprécié des touristes visitant les Pays d’en haut. À cette époque, l’hôtel était reconnu pour son orchestre, les voyages de noces ainsi que pour ses randonnées de carriole hivernale. L’argent accumulé par Lauda Garceau lui permit, par la suite, d’entamer la construction de la station de ski Mont-Garceau.
En 1975, les enfants de Lauda Garceau héritent du complexe hôtelier. En 2004, les chalets jugés trop vieux sont détruits. En 2016, le Manoir des Laurentides est vendu et converti en résidence pour personnes âgées.

### La montagne noire
46° 15′ 37″ N, 74° 14′ 54″ O

Le 19 octobre 1943, un Consolidated B-24 Liberator de l'armée canadienne quitte la Base des Forces canadiennes Gander pour un vol de routine vers Mont-Joli, mais l'appareil est dérouté vers Montréal en raison du mauvais temps. L'appareil se perd dans les montagnes des Laurentides et s'écrase au sommet de la Montagne Noire près de Saint-Donat, à environ 110 kilomètres au nord de Montréal, tuant 24 militaires à bord et ne laissant aucun survivant. Aujourd'hui, un sentier de 12 kilomètres permet aux randonneurs de se rendre au site de l'écrasement pour y voir l'épave et un cimetière commémoratif.

## Géographie
Saint-Donat est dans la chaîne de montagnes des Laurentides, à environ 140 km (ou 90 minutes de route par automobile) au nord-ouest de Montréal.

### Topographie

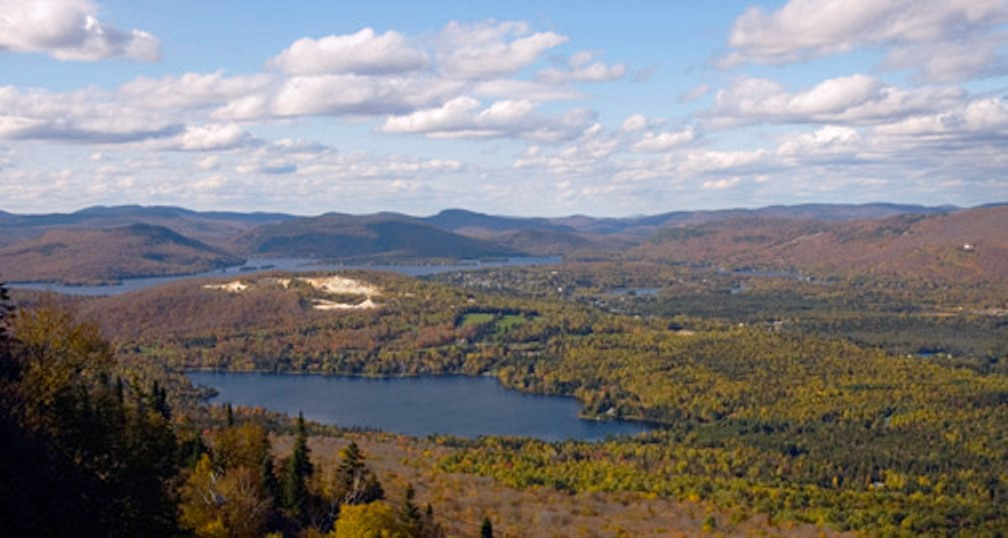
Paysage de Saint-Donat.

L'altitude moyenne de la municipalité est de 519 m et son point culminant est le sommet de la Montagne Noire à 892 m.

#### Montagnes et monts
| Nom                   | Coordonnées                  |
| --------------------- | ---------------------------- |
| Carcan, Le (Mont)     | 46° 26′ 03″ N, 74° 12′ 17″ O |
| Carcan, Montagne du   | 46° 18′ 36″ N, 74° 08′ 47″ O |
| Cenelles, Mont des    | 46° 18′ 57″ N, 74° 19′ 54″ O |
| Fée, Cap de la (Mont) | 46° 19′ 48″ N, 74° 15′ 47″ O |
| Garceau, Mont         | 46° 20′ 22″ N, 74° 12′ 01″ O |
| Gaudet, Mont          | 46° 16′ 29″ N, 74° 12′ 39″ O |
| Jasper, Mont          | 46° 15′ 57″ N, 74° 12′ 46″ O |
| Mine, Montagne de la  | 46° 18′ 24″ N, 74° 13′ 05″ O |
| Noire, Montagne       | 46° 14′ 38″ N, 74° 17′ 37″ O |
| Philippe-Morel, Mont  | 46° 21′ 15″ N, 74° 16′ 16″ O |
| Pimbina, Mont du      | 46° 21′ 15″ N, 74° 13′ 30″ O |
| Réserve, La (Mont)    | 46° 16′ 45″ N, 74° 11′ 29″ O |
| Saint-Michel, Mont    | 46° 18′ 02″ N, 74° 23′ 56″ O |

Et plusieurs sentiers de randonnée pédestre parcourent ces Montagnes. Ils sont nettoyés et entretenus par différents groupes de bénévoles  et de clubs de marches avec la collaboration de la municipalité.

#### Îles et îlots
| Nom                  | Coordonnées                  |
| -------------------- | ---------------------------- |
| Liliane-Bulota, Île  | 46° 15′ 30″ N, 74° 14′ 39″ O |
| Cave, Île de la      | 46° 16′ 34″ N, 74° 08′ 56″ O |
| Poirier, Île         | 46° 17′ 21″ N, 74° 13′ 44″ O |
| Powter, Île          | 46° 20′ 26″ N, 74° 14′ 26″ O |
| Rupert, Île          | 46° 17′ 28″ N, 74° 09′ 20″ O |
| Stoner, Île (Îlot)   | 46° 17′ 44″ N, 74° 09′ 29″ O |
| Stovel, Îles (Îlots) | 46° 18′ 34″ N, 74° 15′ 16″ O |

#### Autres lieux topographiques
| Nom                        | Coordonnées                  |
| -------------------------- | ---------------------------- |
| Château, Pointe du         | 46° 18′ 53″ N, 74° 13′ 49″ O |
| Corniche, La (Abrupt)      | 46° 13′ 01″ N, 74° 15′ 16″ O |
| Corniche, Pointe de la     | 46° 15′ 51″ N, 74° 14′ 08″ O |
| Fée, Trou de la (Caverne)  | 46° 19′ 46″ N, 74° 15′ 44″ O |
| Grande Pointe, La (Pointe) | 46° 17′ 40″ N, 74° 08′ 13″ O |
| Hongrois, Pointe des       | 46° 21′ 46″ N, 74° 05′ 51″ O |
| Prêtres, Pointe des        | 46° 18′ 56″ N, 74° 14′ 47″ O |
| Rocher Rouge, Le (Butte)   | 46° 18′ 05″ N, 74° 09′ 58″ O |

### Hydrographie

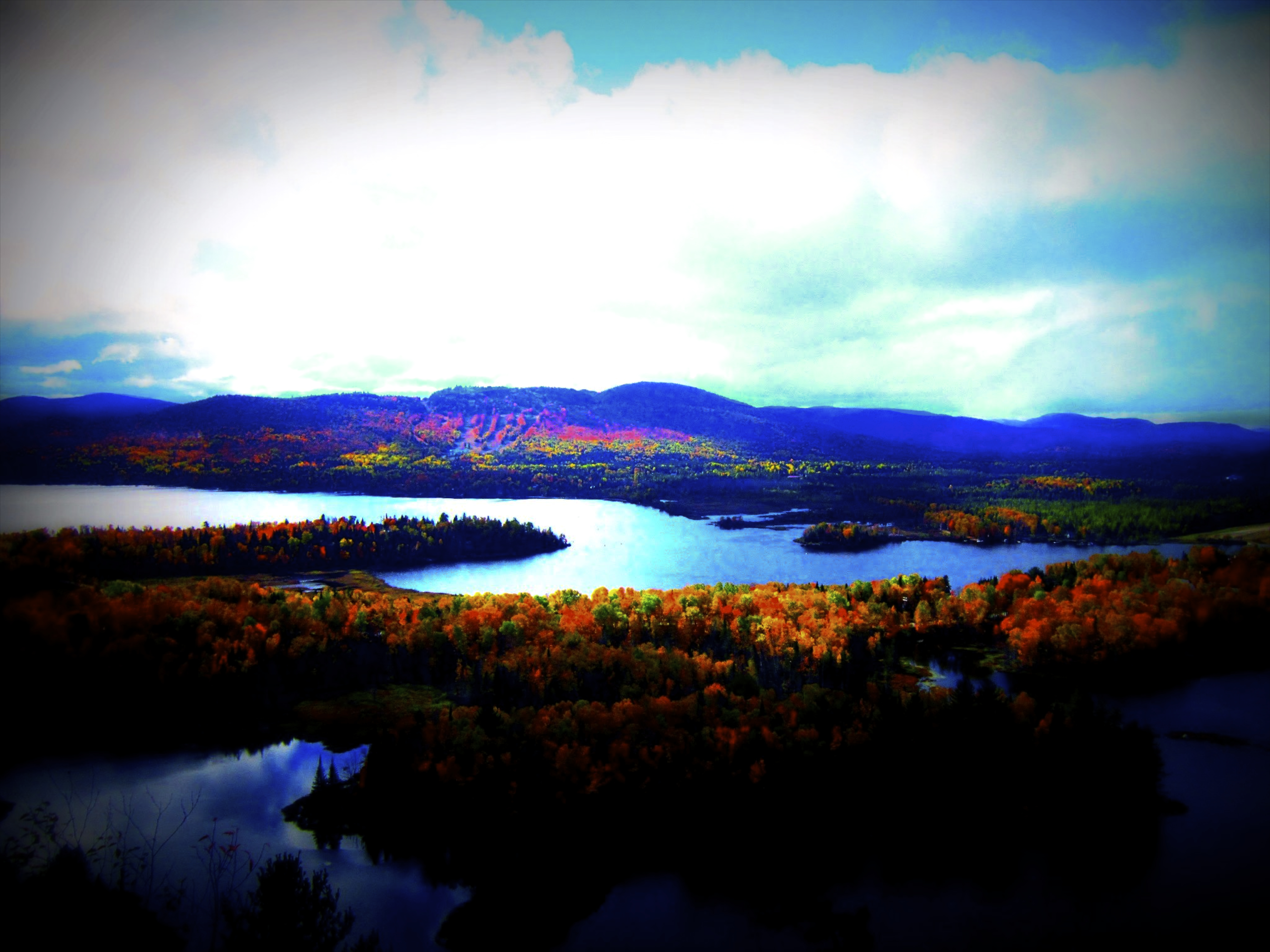
Paysage (Saint-Donat - Observatoire du Mont Sourire .)

#### Lacs
Le territoire de Saint-Donat est très vaste et possède de nombreux lacs, dont les imposants lacs Archambault et Ouareau.
| Nom                          | Coordonnées                  |
| ---------------------------- | ---------------------------- |
| Appel, Lac de l'             | 46° 15′ 51″ N, 74° 21′ 23″ O |
| Arbalète, Lac de l'          | 46° 18′ 00″ N, 74° 08′ 04″ O |
| Archambault, Lac             | 46° 18′ 10″ N, 74° 14′ 56″ O |
| Aulnes, Lac des              | 46° 21′ 58″ N, 74° 11′ 11″ O |
| Balbuzard, Lac du            | 46° 16′ 08″ N, 74° 11′ 50″ O |
| Baribeau, Lac                | 46° 20′ 59″ N, 74° 09′ 43″ O |
| Beauchamp, Lac               | 46° 17′ 39″ N, 74° 12′ 15″ O |
| Bérard, Lac                  | 46° 23′ 21″ N, 74° 10′ 22″ O |
| Blanc, Lac                   | 46° 19′ 54″ N, 74° 12′ 57″ O |
| Bœuf, Lac                    | 46° 12′ 23″ N, 74° 15′ 34″ O |
| Bouillon, Lac                | 46° 16′ 05″ N, 74° 10′ 54″ O |
| Carcan, Lac du               | 46° 18′ 30″ N, 74° 09′ 05″ O |
| Castor, Lac                  | 46° 22′ 32″ N, 74° 08′ 57″ O |
| Chambord, Lac                | 46° 20′ 33″ N, 74° 07′ 46″ O |
| Clef, Lac la                 | 46° 23′ 07″ N, 74° 13′ 08″ O |
| Cléophas, Lac à              | 46° 17′ 26″ N, 74° 15′ 47″ O |
| Coutu, Lac                   | 46° 20′ 08″ N, 74° 17′ 08″ O |
| Coutu, Lac à                 | 46° 20′ 38″ N, 74° 13′ 54″ O |
| Croche, Lac                  | 46° 21′ 10″ N, 74° 06′ 21″ O |
| Croix, Lac en                | 46° 14′ 29″ N, 74° 18′ 06″ O |
| Crystal, Lac                 | 46° 14′ 44″ N, 74° 17′ 15″ O |
| Cuvette, Lac de la           | 46° 21′ 39″ N, 74° 04′ 58″ O |
| Dougherty, Lac               | 46° 23′ 47″ N, 74° 06′ 50″ O |
| Élan, Lac                    | 46° 22′ 41″ N, 74° 16′ 31″ O |
| Enfant, Lac d'               | 46° 16′ 03″ N, 74° 19′ 59″ O |
| Fernet, Lac (Lac artificiel) | 46° 21′ 56″ N, 74° 11′ 25″ O |
| Grosse, Lac de la            | 46° 23′ 45″ N, 74° 14′ 30″ O |
| Honoré, Lac                  | 46° 21′ 22″ N, 74° 19′ 15″ O |
| Joly, Lac                    | 46° 22′ 39″ N, 74° 09′ 37″ O |
| Kri, Lac (Lac artificiel)    | 46° 22′ 49″ N, 74° 15′ 34″ O |
| Lemieux, Lac                 | 46° 14′ 56″ N, 74° 11′ 14″ O |
| Léon, Lac                    | 46° 21′ 49″ N, 74° 15′ 50″ O |
| Lézard, Lac                  | 46° 15′ 23″ N, 74° 16′ 41″ O |
| Major, Lac                   | 46° 21′ 31″ N, 74° 12′ 05″ O |
| McGuire, Lac                 | 46° 23′ 31″ N, 74° 07′ 11″ O |
| Monette, Lac                 | 46° 13′ 26″ N, 74° 13′ 21″ O |
| Montagne Noire, Lac de la    | 46° 11′ 50″ N, 74° 16′ 16″ O |
| Olivier, Lac                 | 46° 22′ 19″ N, 74° 06′ 38″ O |
| Ouareau, Lac                 | 46° 17′ 03″ N, 74° 08′ 35″ O |
| Ovila, Lac                   | 46° 20′ 56″ N, 74° 16′ 55″ O |
| Pagé, Lac                    | 46° 20′ 01″ N, 74° 04′ 02″ O |
| Pauzé, Deuxième lac (Lac)    | 46° 24′ 01″ N, 74° 08′ 15″ O |
| Pauzé, Lac                   | 46° 24′ 20″ N, 74° 07′ 59″ O |
| Perreault, Lac               | 46° 20′ 00″ N, 74° 07′ 34″ O |
| Pierres, Lac à               | 46° 24′ 05″ N, 74° 10′ 38″ O |
| Pimbina, Lac du              | 46° 22′ 39″ N, 74° 14′ 09″ O |
| Provost, Lac                 | 46° 23′ 42″ N, 74° 15′ 40″ O |
| Raquette, Lac                | 46° 15′ 05″ N, 74° 19′ 34″ O |
| Rochemaure, Lac              | 46° 21′ 59″ N, 74° 09′ 29″ O |
| Saint-Onge, Lac              | 46° 22′ 16″ N, 74° 08′ 01″ O |
| Simon, Lac                   | 46° 16′ 44″ N, 74° 17′ 07″ O |
| Sombre, Lac                  | 46° 20′ 02″ N, 74° 05′ 35″ O |
| Sommet, Lac du               | 46° 25′ 24″ N, 74° 11′ 52″ O |
| Sylvère, Lac                 | 46° 20′ 59″ N, 74° 04′ 09″ O |

#### Rivières
Le territoire de Saint-Donat est très vaste et possède de nombreuses rivières, dont la rivière Ouareau principale affluent de la rivière L'Assomption.
| Nom                                       | Coordonnées                  |
| ----------------------------------------- | ---------------------------- |
| Blanche, Rivière (Section de cours d'eau) | 46° 18′ 09″ N, 74° 10′ 10″ O |
| Bouillon, Ruisseau                        | 46° 16′ 57″ N, 74° 09′ 49″ O |
| Caribou, Crique du (Ruisseau)             | 46° 22′ 00″ N, 74° 05′ 51″ O |
| Noire, Rivière (Ruisseau)                 | 46° 23′ 12″ N, 74° 15′ 26″ O |
| Ouareau, Rivière                          | 45° 56′ 24″ N, 73° 24′ 27″ O |
| Pimbina, Ruisseau du                      | 46° 21′ 05″ N, 74° 14′ 21″ O |
| Saint-Martin, Ruisseau                    | 46° 18′ 03″ N, 74° 21′ 23″ O |
| Saint-Michel, Rivière                     | 46° 17′ 53″ N, 74° 15′ 43″ O |

#### Autres plans d'eau
Autres que les lacs et rivières, Saint-Donat possède de nombreuses anses, baies, passes, étangs, et même des rapides sur la Rivière Ouareau.
| Nom                      | Coordonnées                  |
| ------------------------ | ---------------------------- |
| Bec de Canard, Le (Anse) | 46° 18′ 06″ N, 74° 14′ 04″ O |
| Charette, Baie           | 46° 19′ 27″ N, 74° 12′ 34″ O |
| Dalles, Les (Passe)      | 46° 21′ 28″ N, 74° 10′ 07″ O |
| Dame, Baie de la         | 46° 18′ 38″ N, 74° 07′ 45″ O |
| Étangs, Les (Étangs)     | 46° 19′ 08″ N, 74° 12′ 42″ O |
| Lafrenière, Baie (Anse)  | 46° 17′ 47″ N, 74° 07′ 09″ O |
| Mulets, Baie à           | 46° 11′ 51″ N, 74° 15′ 33″ O |
| Neiges, Rapides des      | 46° 19′ 21″ N, 74° 05′ 43″ O |
| Ours, Baie de l'         | 46° 20′ 18″ N, 74° 15′ 27″ O |
| Tire, Lac (Baie)         | 46° 20′ 28″ N, 74° 14′ 16″ O |

## Tourisme

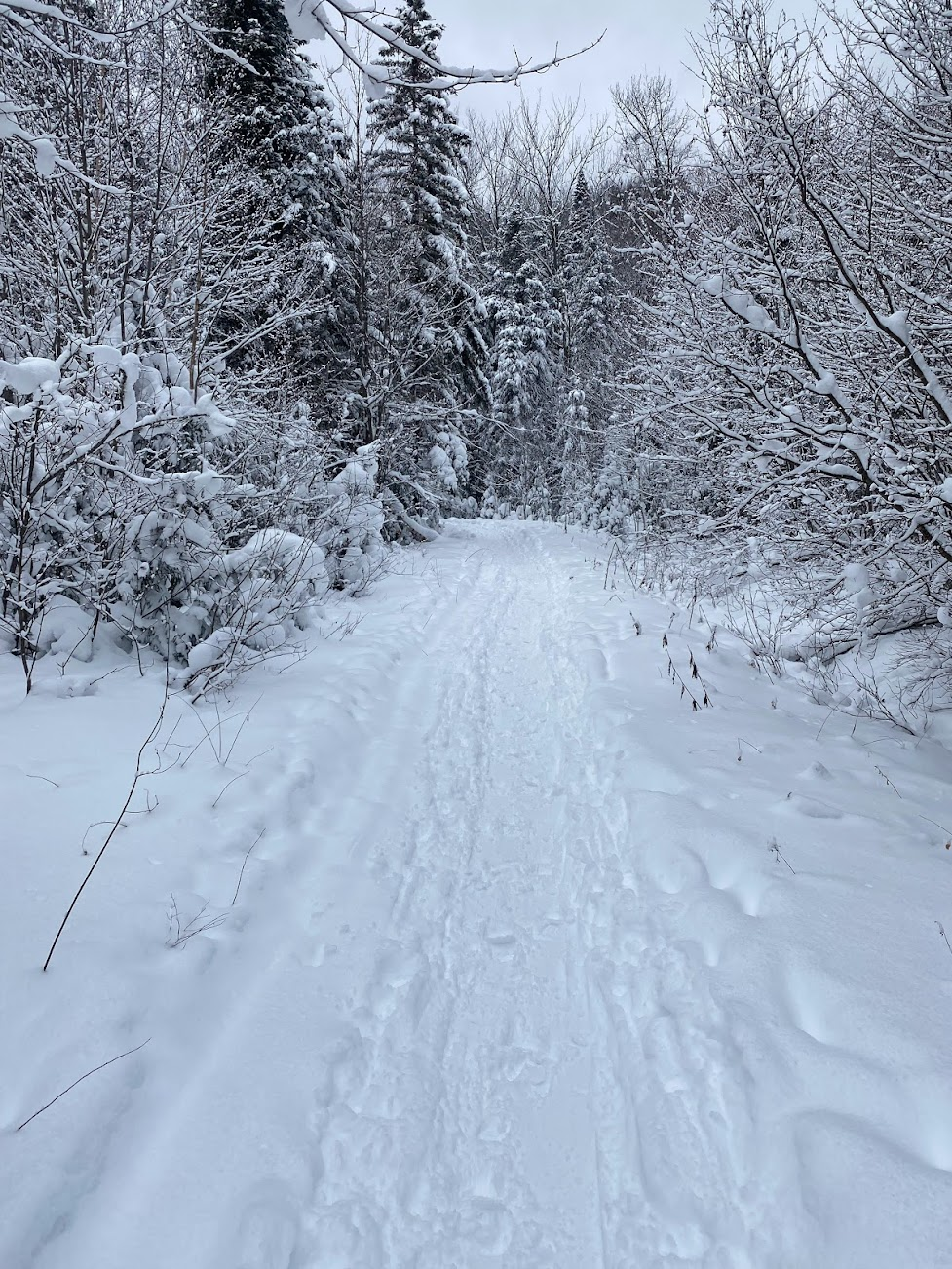
Randonnée hivernale

Saint-Donat est un important site touristique avec le Mont-Garceau, La Réserve et l'accès au parc national du Mont-Tremblant, Festival des couleurs à l'automne, terrain de golf, etc.). On retrouve dans le village de nombreux restaurants et, tout autour, de nombreux hôtels, auberges ou gîtes du passant. Une plage de sable fin était ménagée par la municipalité, sur l’une des rives du lac Archambault.

## Transport

### Transports en commun
La municipalité est desservie par les liaisons suivantes :
- Circuit 1 de la MRC de Matawinie vers Sainte-Agathe-des-Monts, la semaine[8];
- Circuit 125 de la MRC de Joliette vers Montréal, la fin de semaine[9].

### Cyclisme
Une piste cyclable traverse la municipalité le long de la rue Principale, et le sentier des marécages permet les promenades et l'observation des oiseaux.

## Héraldique
Le blason de Saint-Donat fût réalisé le 1er octobre 1969 par M. André Genest, héraldiste. M. Genest a également réalisé le blason de Saint-Basile-le-Grand, d'où la ressemblance avec ce dernier.
|           | Blasonnement | Signification |
| --------- | --- | --- |
| Armoiries | De gueules au chevron d’argent accompagné de deux truites du même et en pointe à une tête de chevreuil arrachée d’or. Au chef ondé cousu d’azur chargé d’un mont à trois coupeaux d’or et de deux étoiles d’argent. | - Gueules : Synonyme de la couleur rouge en héraldique, les deux tiers bas de l'écu signifient grandeur, audace, et vaillance. - Chevron : Symbole de charpente de la vie familiale, du foyer, centre de détente, de repos, de plaisir. - Argent : Second métal en héraldique, signifie beauté, pureté, et victoire. - Truites : Élément représentatif de détente à posséder et à offrir : nourriture, symbole du Christ et d’unité fraternelle. - En pointe : Désigne le bas de l'écu. - Tête de chevreuil : Symbolise une prise de choix, et souligne la chasse comme sport. - Or : Premier métal en héraldique, signifie : éclat, justice, force, constance. - Chef ondé : Désigne le premier tiers haut de l'écu, de couleur bleue. Cette figure héraldique très représentative de la situation géographique de Saint-Donat avec ses montagnes et nombreux lacs. - Mont à trois coupeaux : Souligne la région la plus haute des Laurentides. - Étoiles : Les étoiles d’argent représentent la lumière dont Saint-Donat a besoin pour diriger sa destinée. |
| Supports  | L'écu a comme soutien, deux tiges de feuilles d’érable posées en sautoir, au naturel. | Saint-Donat possède beaucoup d’érables, et ils ont servi à ornementer ses armoiries. |
| Devise    | Sur un listel d'or et sous l’écu, y est inscrite la devise : « JOIE DOMINE CES HAUTEURS ». | Saint-Donat fait connaître ses buts par sa devise ; exploiter la nature et son site enchanteur pour le bien de toute sa population. |

## Démographie
| 1991  | 1996  | 2001  | 2006  | 2011  | 2016  | 2021  |
| ----- | ----- | ----- | ----- | ----- | ----- | ----- |
| 2 946 | 3 262 | 3 444 | 4 297 | 4 130 | 3 888 | 4 561 |

### Langues
Toutes les actions officielles gouvernementales concernant Saint-Donat se déroulent en français, la langue officielle du Québec, et le français est la langue primaire parlée dans toute la municipalité. Cependant, l'endroit étant un important site touristique, la plupart des personnes peuvent parler et/ou comprendre l'anglais.

## Administration
Le maire courant de Saint-Donat est Joé Deslauriers (élu jusqu'en 2021). Les élections municipales se font en bloc et suivant un découpage de six districts.
| Saint-Donat Maires depuis 2001                                                                                       |                 |         |          |
| Élection | Maire           | Qualité | Résultat |
| 2001 | Pierre Poudrier |         | Voir     |
| 2005 | Richard Bénard  |         | Voir     |
| 2009 | Richard Bénard  | Voir    |          |
| 2013 | Joé Deslauriers |         | Voir     |
| 2017 | Joé Deslauriers | Voir    |          |
| 2021 | Joé Deslauriers | Voir    |          |
| Élection partielle en italique Depuis 2005, les élections sont simultanées dans toutes les municipalités québécoises |                 |         |          |

### Conseil municipal 2017 — 2021[15]
| District | Conseiller             | Équipe             |
| -------- | ---------------------- | ------------------ |
| 1        | M. Louis Dubois        | Équipe Deslauriers |
| 2        | M. Luc Drapeau         | Équipe Deslauriers |
| 3        | Mme Marie-Josée Rochon | Équipe Deslauriers |
| 4        | Mme Lyne Lavoie        | Équipe Deslauriers |
| 5        | Mme Marie-Josée Dupuis | Équipe Bénard      |
| 6        | M. Gilbert Cardinal    | Équipe Deslauriers |

## Jumelages
Lans-en-Vercors (France) depuis 1989.

## Gentilé
Le gentilé Donatien, Donatienne est employé pour désigner les habitants de Saint-Donat.

## Sports
Les activités de plein-air sont nombreuses à Saint-Donat. Pour les amants de l'hiver, les sentiers de ski de fond et de raquette, généralement en partance du centre du village, abondent et vont dans toutes les directions. Il en va de même pour les sentiers aménagés pour les amateurs de motoneige dont Saint-Donat est en quelque sorte un relais. Le village possède aussi son centre sportif (avec aréna) pour y pratiquer le patin ou jouer au hockey. En été, les lacs sont tous très occupés et ce par de nombreux sportifs pratiquant la natation, la voile, la planche à voile ou d'autres loisirs reliés à l'eau.

## Santé
La population de Saint-Donat est desservie par une Clinique médicale sur la rue principale et par le CLSC - Groupe de médecine familiale (GMF) St- Donat situé sur la rue Des Foyer au Centre du village. Les soins et les services sociaux dispensés sont de base, pour les situations plus complexes, le centre hospitalier de St-Agathe des Monts offre des soins spécialisés.

## Éducation

### Enseignement francophone
Il y a deux écoles à Saint-Donat. L'école primaire Notre-Dame-de-Lourde avec le Pavillon Sainte-Bernadette et l'école secondaire Sacré-coeur qui offre un enseignement jusqu'en troisième secondaire.

### Enseignement anglophone
L'école anglophone Académie Sainte-Agathe à Sainte-Agathe-des-Monts, géré par la Commission scolaire Sir Wilfrid Laurier, servi a la ville (primaire et secondaire).

## Économie

### Mine de silice
Une mine de silice est localisée à Saint-Donat.

## Culture locale et patrimoine
En automne, la centaine d'artistes du village ou des environs (peintres, aquarellistes, sculpteurs et artisans divers) se regroupent tous et exposent leurs œuvres pendant les fins de semaine du Festival des couleurs (septembre et octobre) dans le village ainsi que dans l'église.

### Personnalités donatiennes
- Guy Leduc (1939 - 2008), artiste-peintre et cofondateur de l'association « Art Boréal » (collectif d’artistes peintres, aquarellistes, sculpteurs et artisans divers)
- Orita Leprohon (1927 - 2013), artiste-peintre et cofondatrice de l'association « Art Boréal » (collectif d’artistes peintres, aquarellistes, sculpteurs et artisans divers)

### Art public
- Sculpture (1990), René Derouin, Bibliothèque de Saint-Donat [18]
- Aménagement (2000), Lyse Charland-Favretti, Centre d'hébergement Saint-Donat[18]